# História da química

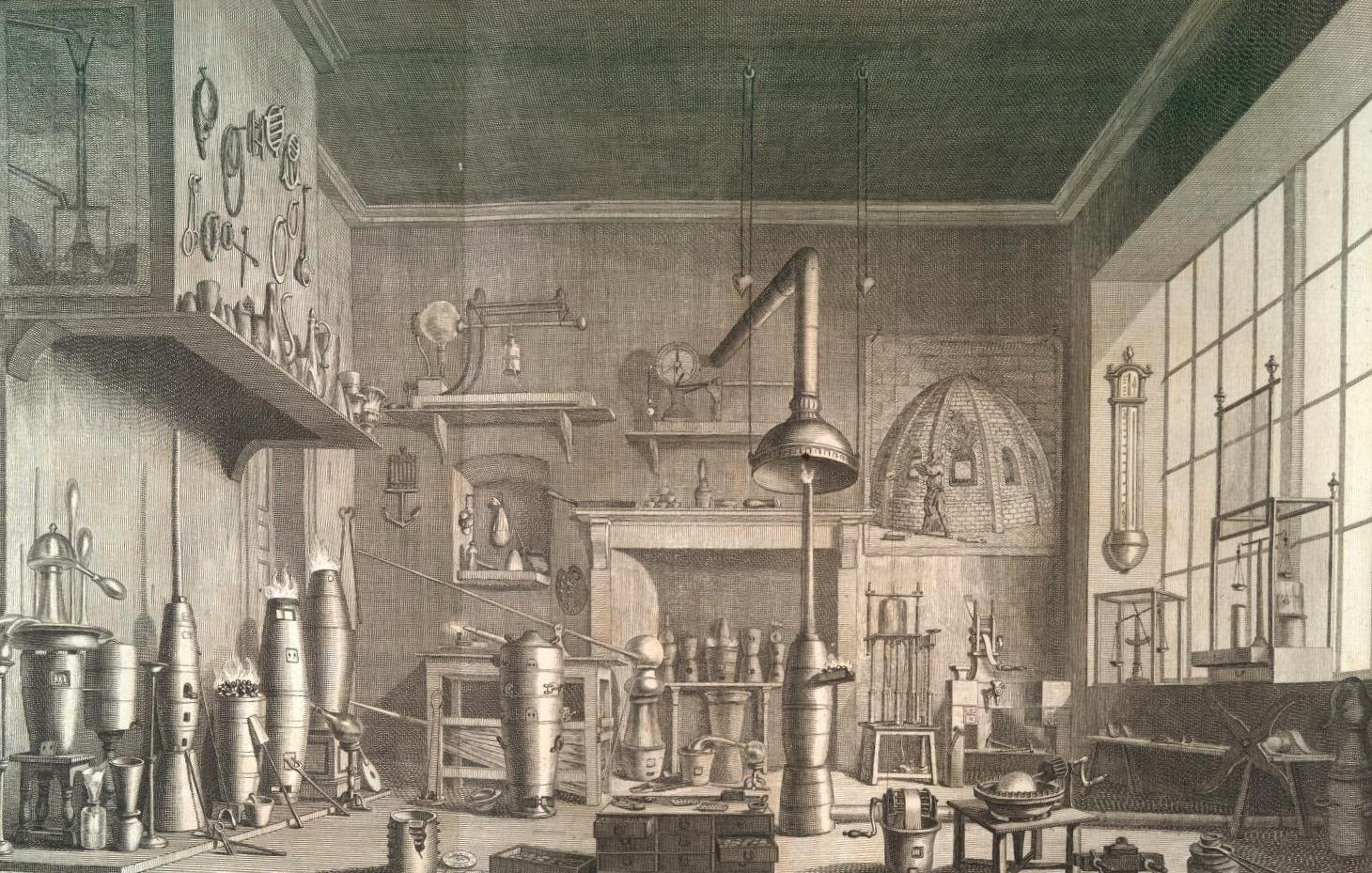
Ilustração de um laboratório de química do século XVIII.

Desde milhares de anos antes de Cristo, a história da Química está essencialmente ligada ao desenvolvimento da humanidade, já que abarca todas as transformações da matéria e teorias correspondentes. Geralmente a história da química se relaciona intimamente com a história dos químicos — segundo a nacionalidade ou tendência do autor — e ressalta em maior ou menor medida os sucessos alcançados num campo ou por uma determinada nação.
A química surge no século XVII a partir dos estudos de alquimia populares entre muitos dos cientistas da época. Considera-se que os princípios básicos da química foi vista pela primeira vez na obra do cientista irlandês Robert Boyle: The Sceptical Chymist. A química, como denominada atualmente, começa a ser explorada um século mais tarde com os trabalhos do francês Antoine Lavoisier e as suas descobertas em relação ao oxigênio com Carl Wilhelm Scheele, à lei da conservação da massa e à refutação da teoria do flogisto como teoria da combustão.

## Introdução
A história da química é o estudo da evolução do conhecimento e das práticas relacionadas à composição, estrutura, propriedades e transformações da matéria. Desde as primeiras tentativas humanas de compreender e manipular materiais — como a metalurgia, a tinturaria e a fermentação — até a formulação das modernas teorias atômicas e moleculares, a química percorreu um longo processo de transformação epistemológica e técnica.
Embora suas raízes se estendam à Antiguidade e à alquimia, a química começou a se constituir como ciência moderna no século XVIII, especialmente com os trabalhos de Antoine Lavoisier. No século XIX, desenvolveu-se como disciplina experimental e teórica com a criação da tabela periódica, da teoria atômica e da estequiometria. No século XX, incorporou os avanços da física quântica e tornou-se base para indústrias como a farmacêutica, petroquímica e biotecnológica.

## Origens da Química
As origens da química remontam à pré-história, quando os seres humanos aprenderam a lidar com processos materiais como a metalurgia, a cerâmica e a produção de corantes e bebidas fermentadas. Essas práticas, embora não sistematizadas como ciência, exigiam observações empíricas e domínio técnico sobre transformações da matéria.
Na Antiguidade, as civilizações egípcia, grega, chinesa e indiana desenvolveram saberes rudimentares sobre substâncias, que muitas vezes se misturavam à medicina, cosmologia e filosofia. A teoria dos quatro elementos (terra, água, ar e fogo), atribuída a Empédocles, foi sistematizada por Aristóteles e perdurou por séculos como base do pensamento natural.
A alquimia, surgida por volta do século III no Egito helenístico, teve grande importância na transmissão de conhecimentos sobre materiais e processos como destilação, sublimação, calcinação e cristalização. Na tradição islâmica, autores como Jabir ibn Hayyan (Geber) contribuíram para o desenvolvimento sistemático de técnicas laboratoriais, nomenclatura e teorias sobre a transmutação dos metais. Na China e na Índia, práticas alquímicas também foram desenvolvidas, geralmente associadas à medicina e à busca da longevidade.
Apesar de seu caráter esotérico, a alquimia teve papel fundamental na formação da química moderna, ao preservar métodos experimentais e ao explorar a transformação das substâncias como um fenômeno passível de estudo.

## A racionalização da química
Um ponto crucial no desenvolvimento da química como ciência, foi a racionalização dos conhecimentos empíricos obtidos, procurando criar leis racionais e simplificar, de forma coerente, as informações obtidas. O princípio de conservação da massa e o entendimento da influência da composição da atmosfera nos experimentos ambos amplamente disseminados a partir dos trabalhos do químico Lavoisier, no final do século XVIII permitiram que os experimentos se tornassem cada vez mais rigorosos e precisos, em oposição ao caráter apenas qualitativo das experimentações alquimistas. A partir deste momento, a medição de massas assume um caráter fundamental na história da química, tendo sido esse o principal impulsor para o desenvolvimento da balança, a partir da época de Lavoisier, tendo ele próprio construído os equipamentos mais precisos desse período.

## Revolução Química
A chamada Revolução Química ocorreu principalmente no final do século XVIII, quando a química começou a se desvincular das tradições alquímicas e a se consolidar como ciência moderna. Essa transformação teve como figura central o químico francês Antoine Laurent Lavoisier (1743–1794), considerado o "pai da química moderna" por suas contribuições fundamentais à sistematização de métodos experimentais e à introdução de uma nova linguagem científica.
Até então, o modelo dominante para explicar a combustão e outras reações químicas era a teoria do flogisto, proposta por Georg Ernst Stahl no início do século XVIII. Segundo essa teoria, os materiais combustíveis continham uma substância invisível e imponderável chamada flogisto, que era liberada durante a queima. No entanto, experimentos conduzidos por Lavoisier demonstraram que, durante a combustão, o que ocorre é a combinação de uma substância com o oxigênio presente no ar — invalidando a hipótese do flogisto.
Lavoisier também foi responsável por introduzir a Lei da conservação da massa, demonstrando que, em uma reação química, a massa total dos reagentes é igual à dos produtos. Essa noção foi revolucionária, pois estabeleceu a ideia de que as transformações químicas obedecem a leis quantitativas, o que abriu caminho para a estequiometria e a formulação de equações químicas.
Outro marco da Revolução Química foi a criação de uma nova nomenclatura racional, desenvolvida por Lavoisier em colaboração com outros químicos franceses como Claude Louis Berthollet, Antoine Fourcroy e Guyton de Morveau. Essa nomenclatura substituiu os nomes tradicionais, muitas vezes arbitrários ou esotéricos, por uma terminologia baseada na composição e propriedades das substâncias — como “óxido”, “ácido” e “sulfato”.
A publicação do Tratado Elementar de Química (1789), de Lavoisier, é considerada o marco fundacional da química moderna. Nesse livro, o autor apresenta não apenas uma nova linguagem e uma nova teoria, mas também o método experimental que passou a definir a disciplina científica.

## A hipótese atomística
Em uma época de 478 a.C., o filósofo grego Leucipo, que vivia na costa norte do Mar Egeu apresentou a primeira teoria atômica, e seu discípulo Demócrito a aperfeiçoou e a propagou. "Considere a areia de uma praia. Vista de longe ela parece contínua, porém, observada de perto, notamos que é formada pequenos grãos. Na realidade todas as coisas no universo são formadas por grãozinho tão pequenos que não podemos enxergar e, dessa forma, temos a impressão de que elas são contínuas." Tendo como base essa analogia, esses "grãozinhos" seriam os átomos (a palavra átomo significa, em grego, indivisível), que fariam parte da menor partícula que a matéria seria formada. Demócrito postulou que todas as variedades de matéria resultam da combinação de átomos de quatro elementos: terra, ar, fogo e água.
Demócrito baseou o seu modelo na intuição e na lógica. No entanto foi rejeitado por um dos maiores lógicos de todos os tempos, o filosofo Aristóteles. Este reviveu e fortaleceu o modelo de matéria contínua, ou seja, a matéria como "um inteiro". Os argumentos de "Aristóteles"permaneceram até a Renascença.
Todo o modelo não deve ser somente lógico, mas também deve ser consistente com a experiência. No século XVII, experiências demonstraram que o comportamento das substâncias era inconsistente com a ideia de matéria contínua e o modelo de Aristóteles desmoronou.
Em 1808, o professor inglês John Dalton propôs a ideia de que as propriedades da matéria poderiam ser explicadas em termos de comportamento de partículas finitas e unitárias. Segundo suas ideias, a matéria seria formado por partículas unitárias e elementares. Para isso, ele resgatou o conceito de átomo defendido por Demócrito e o adaptou à luz das novas observações químicas da época. Sua teoria conseguiria explicar as leis químicas enunciadas por Lavoisier e por Proust. Assim, no modelo de Dalton os átomos eram vistos como esferas minúsculas, rígidas e indestrutíveis.

## A racionalização da matéria
A teoria atomística de Dalton teve importantes repercussões. Baseado em dados experimentais, um cientista francês, chamado Joseph Proust, já tinha proposto formalmente o conceito de que toda substância tinha uma composição constante e homogênea. Assim, a água, por exemplo, independente da sua origem, era sempre composta pela mesma proporção de dois gases: oxigênio e hidrogênio. Juntando esse conceito e seus postulados atomísticos, Dalton organizou de forma racional as diversas substâncias conhecidas, criando uma tabela de substâncias que seriam formadas por apenas um tipo de átomo, e substâncias que eram formadas por uma combinação característica de átomos.
Assim, tanto a grafite como os gases hidrogênio e oxigênio, por exemplo, eram formados apenas por um tipo de átomo, enquanto que outras substâncias, como a água, eram formadas pela combinação de dois ou mais átomos, nesse caso, dos elementos hidrogênio e oxigênio (as dificuldades de obter certos dados com uma precisão razoável levaram Dalton a propor erroneamente para a água a fórmula HO, em vez de H2O). Apesar das dificuldades experimentais.

## O vitalismo e o começo da química orgânica
Tão cedo se compreendessem os princípios da combustão, outro debate de grande importância apoderou-se da química: o vitalismo e a distinção essencial entre a matéria orgânica e inorgânica. Esta teoria assumia que a matéria orgânica só podia ser produzida pelos seres vivos atribuindo este fato a uma vis vitalis (força ou energia vital) inerente na própria vida. A base desta teoria era a dificuldade de obter matéria orgânica a partir de precursores inorgânicos. Este debate foi revolucionado quando Friedrich Wöhler descobriu, acidentalmente, como se podia sintetizar a ureia a partir do cianato de amónio, em 1828, mostrando que a matéria orgânica podia criar-se de maneira química. No entanto, ainda hoje se mantém a classificação em química orgânica e inorgânica, ocupando-se a primeira essencialmente dos compostos do carbono e a segunda dos compostos dos demais elementos.
Os motores para o desenvolvimento da química orgânica eram, no princípio, a curiosidade sobre os produtos presentes nos seres vivos (provavelmente com a esperança de encontrar novos fármacos) e a síntese dos corantes ou tinturas. A última surgiu depois da descoberta da anilina por Runge e a primeira síntese de um corante artificial por Perkin.
Depois adicionaram-se os novos materiais como os plásticos, os adesivos, os cristais líquidos, os fitossanitários, etc.
Até à Segunda Guerra Mundial a principal matéria-prima da indústria química orgânica era o carvão, dado a grande importância da Europa no desenvolvimento desta parte da ciência e o fato de que em Europa não há grandes jazidas de alternativas como o petróleo.
Com o final da segunda guerra mundial e o crescente peso dos Estados Unidos no setor químico, a química orgânica clássica se converte cada vez mais na petroquímica que conhecemos hoje. Uma das principais razões era a maior facilidade de transformação e a grande variedade de produtos derivados do petróleo.

## A tabela periódica e a descoberta dos elementos químicos

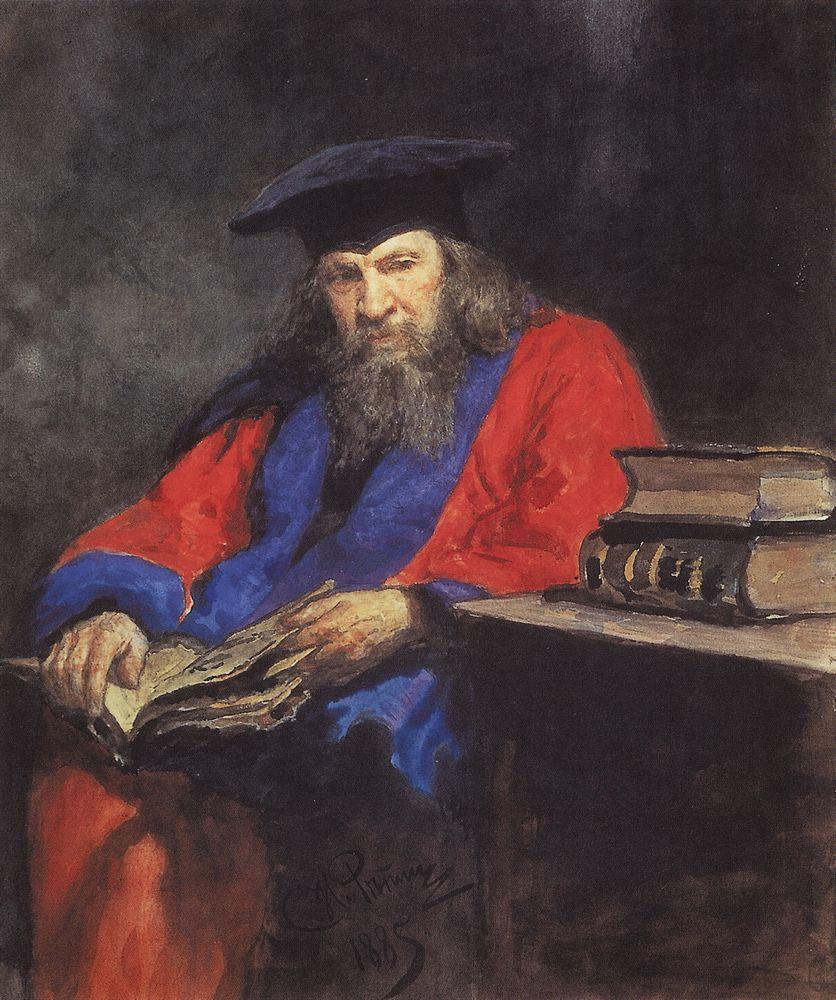
Retrato de Dmitri Mendeleev por Ilya Repin.

Em 1860, os cientistas já tinham descoberto mais de 60 elementos químicos diferentes e tinham determinado sua massa atômica. Notaram que alguns elementos tinham propriedades químicas similares pelo que deram um nome a cada grupo de elementos parecidos. Em 1829, o químico J. W. Döbenreiner organizou um sistema de classificação de elementos no qual estes agrupavam-se em grupos de três denominados tríades. As propriedades químicas dos elementos de uma tríade eram similares e suas propriedades físicas variavam de maneira ordenada com sua massa atômica.

O químico russo Dmitri Ivanovich Mendeleev desenvolveu uma tabela periódica dos elementos segundo a ordem crescente das suas massas atômicas. Dispôs os elementos em colunas verticais começando pelos mais levianos e, quando chegava a um elemento que tinha propriedades semelhantes às de outro elemento, começava outra coluna. Em pouco tempo Mendeleev aperfeiçoou a sua tabela acomodando os elementos em filas horizontais. O seu sistema permitiu-lhe predizer com bastante exatidão as propriedades de elementos não descobertos até o momento. A grande semelhança do germânio com o elemento previsto por Mendeleev conseguiu com que  a aceitação geral deste sistema de ordenação que ainda hoje segue-se aplicando.
| A evolução da tabela periódica          |                                  |
| Tabela periódica de Mendeleev           | Tabela periódica atual           |
| Tabela periódica de Mendeleev (ampliar) | Tabela periódica atual (ampliar) |

## Desenvolvimento da teoria atômica
Ao longo do século XIX a química estava dividida entre os seguidores da teoria atómica e aqueles que não a subscreviam, como Wilhelm Ostwald e Ernst Mach. Os impulsores mais decididos da teoria atômica foram Amedeo Avogadro, Ludwig Boltzmann e outros, que conseguiram grandes avanços no entendimento do comportamento dos gases. A disputa foi finalizada com a explicação do efeito Browniano por Albert Einstein em 1905 e pelos experimentos de Jean Perrin a respeito.
Muito antes que a disputa tivesse sido resolvida muitos pesquisadores tinham trabalhado sob a hipótese atômica. Svante Arrhenius tinha pesquisado a estrutura interna dos átomos propondo a sua teoria da ionização. O seu trabalho foi seguido por  Ernest Rutherford, quem abriu as portas ao desenvolvimento dos primeiros modelos de átomos que desembocariam no modelo atômico de Niels Bohr. Na actualidade o estudo da estrutura do átomo considera-se um ramo da física e não da química.
| A evolução dos modelos atômicos |                              |                        |
| Modelo atômico de Thomson       | Modelo atômico de Rutherford | Modelo atômico de Bohr |
| Modelo atômico de Thomson       | Modelo atômico de Rutherford | Modelo atômico de Bohr |

## Cronologia dos Modelos Atômicos
- O primeiro modelo criado foi o de Dalton, em 1808
- O segundo modelo criado foi o de  J.J. Thomson, em 1897;
- O terceiro modelo criado foi o de Rutherford, em 1911;
- O quarto a ser criado foi o de Bohr (o mesmo que corrigiu o erro do modelo de Rutherford), em 1913;
- O Quinto e mais recente modelo criado foi o modelo orbital.

Chamado de Princípio da Incerteza foi criado por "Heinsenberg", em seu modelo ele afirma que só podemos descobrir a localização de um elétron ou sua velocidade ,um de cada vez, mas não simultaneamente
Se você possuir mais informações, como datas mais exatas, por favor incluir no artigo.

### Antiguidade
Egito
- Extração do ferro.
- Fabricação do vidro.
- Os egípcios conhecem a fermentação que permite-lhes produzir cerveja. Eles fabricam corantes utilizados, sobretudo, para maquiagens.

China
- Fabricação das porcelanas.
- Utilização da Pólvora.

Grécia
- Para Empédocles existem quatro elementos: a água, o ar, o fogo e a terra, que se atraem ou se repelem. Platão retoma mais tarde esta teoria associando estes quatro elementos a formas geométricas.
- O filósofo Anaxágoras vê o mundo em mudança perpétua, sem criação nem destruição de matéria mas com reordenações das partículas elementares.
- Leucipo, e depois Demócrito, acham que a matéria está composta de partículas elementares, os átomos.

Nascimento da alquimia
- A alquimia nasce em Alexandria por volta do século IX a.C. Os alquimistas tentam conseguir ouro a partir de diversos metais. Seu objetivo é a fabricação da pedra filosofal, que transmuta os metais em ouro e permite a preparação do elixir da panaceia ou remédio universal. Os corpos classificam-se em sólidos, líquidos e vapores e segundo a sua cor. Eles interagem segundo leis de simpatia e de antipatia.

### Idade Média
Civilização árabe
- A civilização árabe conta alquimistas brilhantes. Procurando ouro, trabalham sobre outras matérias como por exemplo o ácido nítrico e aperfeiçoam a destilação.

Ocidente
- A alquimia aparece na Europa com raiz em traduções de textos árabes. Além disso, adotam-se os numerosos termos árabes (por exemplo, álcali) que ainda hoje se usam.

### Século XVI
- Paracelso, através da sua prática da medicina e suas investigações sobre os medicamentos, é considerado como o precursor da química moderna.

### Século XVII
- Newton, que é alquimista além de físico, acha que existem forças entre as partículas, comparáveis às forças de gravitação.

### Século XVIII
- Descoberta do oxigênio por Scheele e Priestley.
- Síntese da água por Cavendish.
- Descoberta do princípio da conservação da massa por Mikhail Lomonosov (sem divulgação na Europa Ocidental).
- Teorias de Lavoisier.

### Século XIX
- 1828: Síntese da ureia por Wöhler, demonstrando a unidade da química mineral e da química orgânica, anteriormente consideradas dois campos independentes (refutação do «princípio de vida»).
- 1869: Mendeleev publica a sua classificação periódica dos elementos.

### Século XX
- 1913: Bohr publica o seu modelo da estrutura do átomo.
- 1926: Schrödinger publica o seu modelo da estrutura do átomo, modelo que se utiliza hoje.
- 1953: Descoberta da estrutura do DNA por Watson e Crick.

## Leituras adicionais

### Em português
- Michael Faraday: A História Química de uma Vela - As Forças da Matéria. Editora: Contraponto. ISBN 8585910526
- Robson Fernandes de Farias: Para Gostar de Ler a História da Química. Editora: Átomo. ISBN 8587585444
- Robson Fernandes de Farias: Para Gostar de Ler a História da Química - Vol. 2. Editora: Átomo. ISBN 8587585681
- Robson Fernandes de Farias: Para Gostar de Ler a História da Química - Vol. 3. Editora: Átomo. ISBN 8576700115
- Paul Strathern: O Sonho de Mendeleev - A Verdadeira História da Química. Editora: Jorge Zahar. ISBN 8571106533
- Carl Djerassi: O Dilema de Cantor. (Do original: Cantor's Dilemma) Editora Nova Fronteira S.A. ISBN 8520909876
- Bernadette Bensaude: História da Química. Editora: Instituto Piaget. ISBN 972824584X

### Em inglês
- J. R. Partington: A Short History of Chemistry. Editora: Dover Publications. ISBN 0486659771
- William H. Brock: The Chemical Tree: A History of Chemistry. Editora: W. W. Norton & Company. ISBN 0393320685
- William H. Brock: The Norton History of Chemistry (Norton History of Science). Editora: W. W. Norton & Company. ISBN 0393310434
- Bernard Jaffe: Crucibles: The Story of Chemistry. Editora: Dover Publications. ISBN 0486233421
- Trevor H. Levere: Transforming Matter : A History of Chemistry from Alchemy to the Buckyball (Johns Hopkins Introductory Studies in the History of Science). Editora: The Johns Hopkins University Press. ISBN 0801866103